# Karina Galvez
Karina Galvez (sinh ngày 7 tháng 7 năm 1964) là một nhà thơ người Mỹ gốc Ecuador. Bà sinh ra ở Guayaquil, Ecuador, ngày 7 tháng 7 năm 1964. Bà sống ở California, Hoa Kỳ trong giai đoạn 1985-2012. Từ năm 2012, bà cư trú ở Ecuador, nhưng đã bay khắp thế giới. Năm 1995, bà xuất bản cuốn sách"Karina Galvez - Thơ ca và bài hát", bao gồm cả hai phiên bản tiếng Anh và tiếng Tây Ban Nha của bà và một lời mở đầu được viết bởi León Roldós Aguilera, cựu phó chủ tịch của Ecuador. Năm 1996,"Bài thơ cho mẹ tôi" của bà đã giành được vị trí thứ 2 trong cuộc thi thơ thường niên của người Mỹ Latinh được tổ chức bởi"Casa de la Cultura" ở Long Beach, CA. Bà cũng là một tác giả bài hát và đã viết những bài thơ thiếu nhi và những câu chuyện thiếu nhi ngắn.
Bà là người dẫn chương trình truyền hình cho"Mesa de Análisis" trên UCSG tivi de Ecuador, kênh truyền hình của Đại học Católica de Santiago de Guayaquil, với các cuộc phỏng vấn về Nghệ thuật và Văn hóa; chủ nhà cựu vô tuyến của"Garza Roja văn hóa" và"Garza Roja Musical" trên Đài phát thanh Tropicana 96,5 FM Ecuador, và tính cách đài phát thanh cho"Artífices" trên UCSG Đài phát thanh 1190 AM tại Guayaquil.
Bà học ngành kinh tế tại Đại học Công giáo Santiago de Guayaquil và lấy bằng du lịch tại Trường Du lịch California. Kiến thức về tiếng Tây Ban Nha, tiếng Anh, tiếng Pháp, tiếng Đức, tiếng Ý và tiếng Bồ Đào Nha cho phép bà chia sẻ thơ của mình bằng nhiều ngôn ngữ. bà là một giọng nữ cao và tài năng về giọng hát. Một trong những người tiên phong của Phòng Thương mại Hoa Kỳ ở Los Angeles. Thành viên của Hiệp hội Thơ ca người Mỹ gốc Los Angeles. Bà là một huấn luyện viên thảm họa quốc gia cho Hội Chữ thập đỏ Hoa Kỳ Quận Cam, thành viên của Bộ giam giữ Công giáo tại Quận Cam, CA, Thành viên của DMAT CA-1. Nhà hoạt động cộng đồng. Bà đã nhận được sự khen ngợi của Thị trưởng James Hahn ở Los Angeles, CA, Thị trưởng Miguel Pulido của Santa Ana, CA và Thượng nghị sĩ California Kevin de León. Vào tháng 10 năm 2008, bà là một phần của phái đoàn Ecuador được Vatican mời tham dự Canonization Narcisa de Jesús Martillo và vào tháng 4 năm 2014, để Canonization của Giáo hoàng John XXIII và Giáo hoàng John Paul II.
Một số bài thơ của bà có thể được tìm thấy trên báo in và/hoặc trực tuyến trong một số tuyển tập thơ và truyện kể của người Mỹ gốc Tây Ban Nha được xuất bản ở Tây Ban Nha, Mexico, El Salvador, Bolivia, Chile, Brazil, Canada, Romania, Anh, Mỹ, Peru, Slovakia, Bulgaria, Cộng hòa Séc và Argentina. Những bài thơ của bà bằng tiếng Tây Ban Nha đã được dịch sang tiếng Anh, tiếng Pháp, tiếng Ý, tiếng Bồ Đào Nha, tiếng Rumani, tiếng Bulgaria, tiếng Slovak và tiếng Séc.
"Tác giả cũng đã được trao giải" Người dẫn tinh thể", sự công nhận hàng đầu được trao cho những người Ecuador đã xuất sắc bên ngoài biên giới quốc gia, tại một buổi lễ được gọi là" Giải thưởng Thành tựu của người Ecuador". Karina Galvez đã được phỏng vấn bởi Cristina Aceves tại KMEX" Los Chương trình buổi sáng của Angeles Al Dia", và miêu tả thơ của bà trong các chương trình phát thanh trực tiếp của KTNQ.
Năm 2011 Karina Galvez đã được đề cử Huân chương Hòa bình và Văn hóa Quốc tế đầu tiên"Presidente Salvador Allende", tại Chile. Cũng trong năm 2011, Galvez, cùng với nhạc sĩ Pablo Goldstein và họa sĩ Luis Burgos Flor, là một trong ba nghệ sĩ không phải người Mexico được mời đến để kỷ niệm 125 năm ngày khai trương của Tổng lãnh sự quán Mexico ở Los Angeles, nơi bài thơ"Ave, Mi Guadalupana" của bà ra mắt với Goldstein khi chơi Franz Schubert 's Ave Maria (Schubert) trên bandoneón trong nền.
Vào năm 2016, Karina Galvez cùng với Toño Escobar từ Fundación BienvenidoGYE là những người dẫn chương trình và hướng dẫn viên của David Rockefeller trong chuyến thăm tới thành phố Guayaquil, Ecuador.
"The Avowal", phiên bản tiếng Anh ở dạng micro-rạp hát độc thoại của Karina Galvez"I Swear I Will" (về bạo lực gia đình) đã ra mắt vào ngày 9 tháng 6 năm 2017 tại CEN (Trung tâm Chefforiano Norte-Americano) ở Urdesa, Guayaquil.
Vào ngày 23 tháng 10 năm 2017, Hội đồng trưởng và xã chính của Chiloé (ở Chiloé Archipelago, ở Los Lagos, Chile) thông qua Nghị quyết # 7, đã trao cho Karina Galvez danh hiệu"Williche de Chiloé Por Gracia" (Williche of Chiloé by Grace), để thừa nhận công việc của bà cho văn hóa Mỹ Latinh và cho người Williche trên toàn thế giới, một danh hiệu về cơ bản có nghĩa là bà đã được nhận làm thành viên của người Huilliche.
Mặc dù thơ của bà chủ yếu là lãng mạn, Karina Gálvez thường khiến người đọc ngạc nhiên với những bài thơ và thơ văn xuôi phản ánh nhận thức cấp thiết về các vấn đề xã hội như phá thai, đụng độ giai cấp xã hội, hỗn loạn xã hội và thiếu khoan dung, hoặc với những bài thơ có nội dung lịch sử sâu sắc, như bài thơ sử thi của bà"La Batalla del Pichincha" (' Trận chiến Pichincha '), hoặc về niềm tin Công giáo, như bài thơ"Ave, Mi Guadalupana" kể về sự xuất hiện của Đức Mẹ Guadalupe, hoặc với những bài thơ sinh thái (thơ về hệ sinh thái), Tongue-twisters, và thậm chí là 'những bài thơ ẩm thực ' có chứa các công thức nấu ăn truyền thống của người Ê-đê trong vần điệu.

## Công trinh

### Thơ phú
- Poesia y Cantares

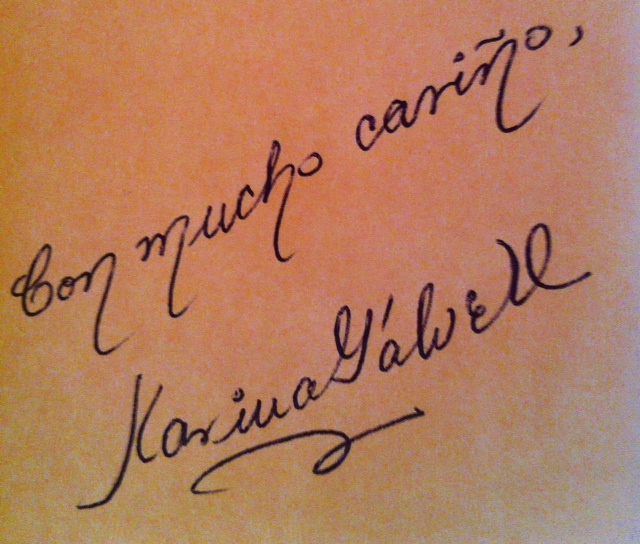
Chữ ký và cống hiến của nhà thơ Karina Galvez

- Bài thơ cho mẹ tôi (Poema para mi Madre). Bãi biển Premio Casa de la Cultura de Long, 1996.
- Eres el comienzo y el cuối cùng de mi poesia. Bãi biển Premio Casa de la Cultura de Long, 1997.
- Ese, Su Guayaquil Viejo. 1995
- Como tôi gustaria.
- La Batalla del Pichincha.
- Mis Montañas, las de California.
- Poesia en el Pent-house.
- Sử thi.
- Trái đất chúng ta tan rã.
- Amor a la Cheeriana.
- Đại lộ, Mi Guadalupana.
- Bienvenido a Guayaquil. Bài hát.
- Guayalenguas. Lưỡi-twister.
- Caldo de Bolas de Verde. Công thức trong vần.

#### Poesía y Cantares
"Poesía y Cantares" ("Thơ và bài hát"). Tập thơ xuất bản năm 1995 của nhà thơ người Karina Karina Galvez. Nó chứa các phiên bản tiếng Anh và tiếng Tây Ban Nha của những bài thơ của Galvez. Lời nói đầu cho cuốn sách được viết bởi Leon Roldos Aguilera, cựu phó chủ tịch của Ecuador. 106 trang. Hầu hết các bài thơ là những bài thơ tình yêu, nhưng những bài thơ về Guayaquil, California, và những bài thơ thiếu nhi cũng được đưa vào.

### Bài thơ, truyện và bài hát thiếu nhi
- Ngôi sao nhỏ miền Nam (La Estrellita del Sur).
- Ngày xửa ngày xưa, có một con vịt (Habia una vez un pato).
- El Tornillo de Guayaquil, một bài thơ ngụ ngôn về một bầu trời tên là"The Point", nhưng được biết đến với cái tên"El Tornillo" ("The Vít"), ở Guayaquil, Ecuador.

### Thơ văn xuôi
- Que que Duele.